# Château Malou

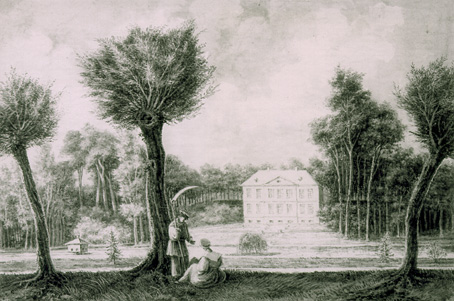
A kastély látképe 1831-ből

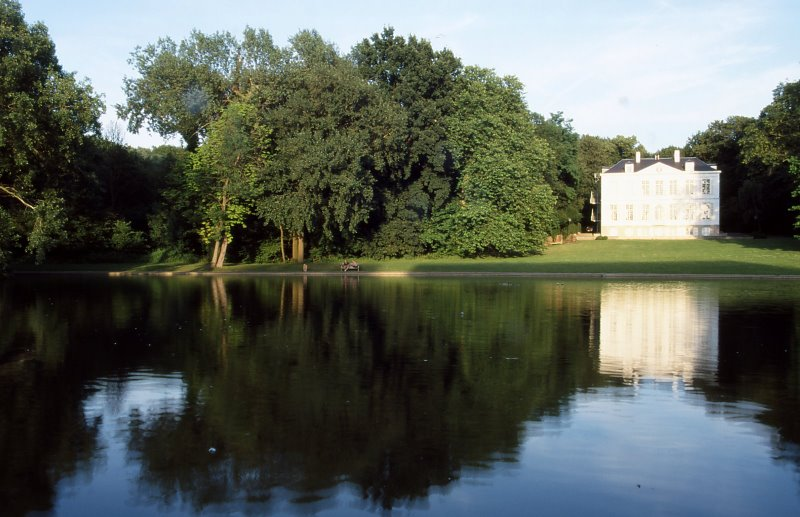
A park ma, a kastéllyal

A Château Malou (hollandul Het Maloukasteel) neoklasszikus stílusú épület, Brüsszel Woluwe-St-Lambert kerületben található, a Parc Malou területén.

## Története
A kastély 1776-ban építette a helyi lakos és sikeres bankár, Lambert de Lamberts. Korábban a Parc Malou területén a helyi Preud'homme család tulajdonában lévő, a 17. sz.-ban épített Speelgoet kastély állt.
A 19. sz.-ban a kastély a hollandpárti Pierre-Louis Van Gobbelschroy tulajdonában állt, egészen a holland uralom végéig, 1829-ig. Belgium függetlenségűnek elnyerése után a kastély először Marie Lesueur, a Théâtre royal de la Monnaie énekese lakott itt, míg végül az újonnan megalakult belga kormány pénzügyminisztere, Jules Malou (1810-1886) tulajdonába került. Malou 1853-tól élt a kastélyban, egészen haláláig.
1951-ben a kastélyt és a körülötte fekvő területeket Woluwe-Saint-Lambert önkormányzata szerezte meg Malou leszármazottaitól, a d'Huart családtól. Ettől fogva a kastély rendszeresen művészeti kiállításoknak, nyáron koncerteknek és előadásoknak adott otthon. 1970-ben teljesen felújították.

## Elhelyezkedése

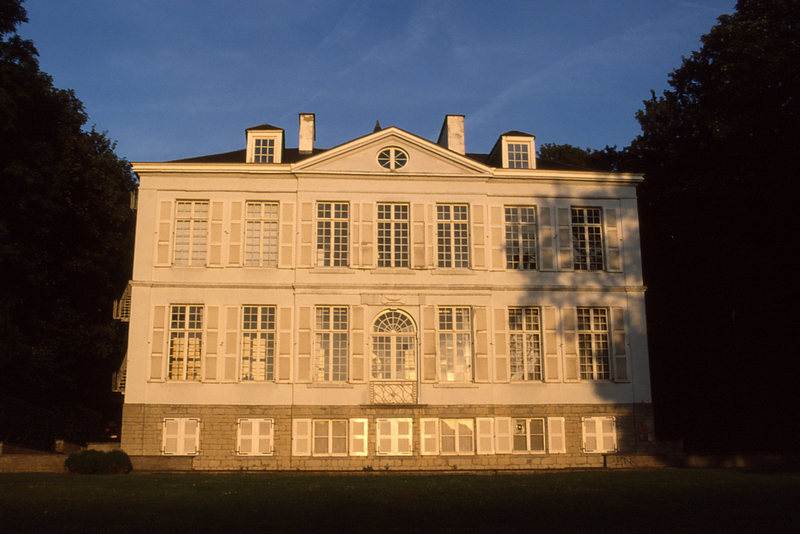
A kastély ma kiállításoknak és koncerteknek ad otthont

A kastély a Parc Malou közepén található, fő homlokzata a park közepén található tóra, illetve a Woluwe folyó völgyére néz. Az épület előtt szabadtéri piknikezésre kiválóan alkalmas, gondosan ápolt pázsit található.
A kastély a é. sz. 50° 50′ 29″, k. h. 4° 26′ 22″50.841358°N 4.439419°E koordinátákon található.

## Lásd még
- Parc Malou
- Woluwe folyó